# Barcelona Open 2023
Il Barcelona Open 2023 è stato un torneo di tennis giocato sulla terra rossa. È stata la 70ª edizione del torneo facente parte dell'ATP Tour 500 nell'ambito dell'ATP Tour 2023. Si è giocato al Real Club de Tenis Barcelona di Barcellona, in Spagna, dal 17 al 23 aprile 2023.

## Partecipanti al singolare

### Teste di serie
| Nazionalità | Giocatore                   | Ranking | Testa di serie* |
| ----------- | --------------------------- | ------- | --------------- |
| Spagna      | Carlos Alcaraz              | 2       | 1               |
| Grecia      | Stefanos Tsitsipas          | 3       | 2               |
| Norvegia    | Casper Ruud                 | 4       | 3               |
| Italia      | Jannik Sinner               | 8       | 4               |
| Stati Uniti | Frances Tiafoe              | 11      | 5               |
|             | Karen Chačanov              | 12      | 6               |
| Regno Unito | Cameron Norrie              | 14      | 7               |
| Australia   | Alex de Minaur              | 19      | 8               |
| Italia      | Lorenzo Musetti             | 21      | 9               |
| Spagna      | Alejandro Davidovich Fokina | 24      | 10              |
| Bulgaria    | Grigor Dimitrov             | 25      | 11              |
| Regno Unito | Daniel Evans                | 28      | 12              |
| Spagna      | Roberto Bautista Agut       | 29      | 13              |
| Canada      | Denis Shapovalov            | 30      | 14              |
| Argentina   | Francisco Cerúndolo         | 33      | 15              |
| Giappone    | Yoshihito Nishioka          | 36      | 16              |

* Ranking al 10 aprile 2023.

#### Altri partecipanti
I seguenti giocatori hanno ricevuto una wildcard per il tabellone principale:
- Pablo Andújar
- Feliciano López
- Daniel Rincón
- Fernando Verdasco

Il seguente giocatore è entrato in tabellone usando il ranking protetto:
- Attila Balázs

I seguenti giocatori sono entrati nel tabellone principale passando dalle qualificazioni:

- Matteo Arnaldi
- Pavel Kotov
- Lorenzo Giustino
- Marco Trungelliti
- Oleksii Krutykh
- Jozef Kovalík

#### Ritiri
Prima del torneo
- Pablo Carreño Busta → sostituito da  Attila Balázs
- Sebastian Korda → sostituito da  Emilio Gómez
- Daniil Medvedev → sostituito da  Pedro Martínez
- Rafael Nadal → sostituito da  Aleksandr Ševčenko
- Brandon Nakashima → sostituito da  Tomás Martín Etcheverry
- Mikael Ymer → sostituito da  Francesco Passaro

## Partecipanti al doppio

### Teste di serie
| Nazione     | Giocatore      | Nazione     | Giovatore       | Ranking* | Testa di serie |
| ----------- | -------------- | ----------- | --------------- | -------- | -------------- |
| Paesi Bassi | Wesley Koolhof | Regno Unito | Neal Skupski    | 2        | 1              |
| Stati Uniti | Rajeev Ram     | Regno Unito | Joe Salisbury   | 7        | 2              |
| Croazia     | Nikola Mektić  | Croazia     | Mate Pavić      | 13       | 3              |
| Croazia     | Ivan Dodig     | Stati Uniti | Austin Krajicek | 19       | 4              |

* Ranking al 10 aprile 2023.

### Altri partecipanti
Le seguenti coppie di giocatori hanno ricevuto una wildcard per il tabellone principale:
- Simone Bolelli /  Marcel Granollers
- Jaume Munar /  Albert Ramos Viñolas

La seguente coppia di giocatori è passata dalle qualificazioni:
- Máximo González /  Andrés Molteni

### Ritiri
Prima del torneo
- Marcel Granollers /  Horacio Zeballos  → sostituiti da  Rafael Matos /  David Vega Hernández

## Punti e montepremi
| Torneo    | Torneo              | V       | F       | SF      | QF     | 3T     | 2T     | 1T     | Q  | Q2    | Q1    |
| Singolare | Punti               | 500     | 300     | 180     | 90     | 45     | 20     | 0      | 10 | 4     | 0     |
| Singolare | Premi in denaro (€) | 477 795 | 254 825 | 132 190 | 69 020 | 36 365 | 19 910 | 10 615 | –  | 5 575 | 3 185 |
| Doppio    | Punti               | 500     | 300     | 180     | 90     | –      | –      | 0      | –  | –     | –     |
| Doppio    | Premi in denaro (€) | 167 240 | 89 190  | 45 120  | 22 560 | 11 680 | –      | –      | –  | –     | –     |

* per team

## Campioni

### Singolare
Carlos Alcaraz ha sconfitto in finale  Stefanos Tsitsipas per 6-3, 6-4.
- È il nono titolo in carriera per Alcaraz, il terzo della stagione.

### Doppio
Máximo González /  Andrés Molteni hanno battuto in finale  Wesley Koolhof /  Neal Skupski con il punteggio di 6-3, 6(8)-7, [10-4].